# Рокситроміцин
Рокситроміцин — напівсинтетичний антибіотик для перорального застосування. Він є представником групи 14-членних макролідів.

## Історія
Уперше рокситроміцин отримала з еритроміцину і вийшла з ним на європейський ринок німецька фармацевтична фірма «Hoechst Uclaf» в 1987 році. Рокситроміцин за походженням та своєю дією схожий до напівсинтетичних азитроміцину та кларитроміцину, які стали доступними для клінічного використання в 1991 році.

## Фармакологічні властивості
Рокситроміцин — антибіотик широкого спектра дії. Препарат діє бактеріостатично, порушуючи синтез білків у бактеріальній клітині. До препарату чутливі такі збудники: стафілококи, стрептококи, нейсерії, легіонелли, Corynebacterium spp., лістерії, Bacillus cereus, Bordetella pertussis, Campylobacter spp., Helicobacter pylori, Garnerella vaginalis, Moraxella catarrhalis, Clostridium perfringens, Bacteroides spp. (крім Bacteroides fragilis), Eubacterium spp., пептококи, пептострептококи, пропіонобактерії, Borrelia burgdorferi, мікоплазми, Ureaplasma ureolyticum, рикетсії, хламідії. До рокситроміцину чутливі також токсоплазма і Cryptosporidium spp. Нечутливими до рокситроміцину є представники родини Enterobacteriaceae, Pseudomonas spp., Acinetobacter spp., Bacteroides fragilis, метицилінорезистентні штами Staphylococcus aureus, Fusobacterium spp., Mycoplasma hominis, Nocardia spp. Рокситроміцин має виражені імуномодулюючі та протизапальні властивості, а також тривалий (6—7 годин) постантибіотичний ефект, що більше виражений при дії на грампозитивні бактерії.

### Фармакодинаміка
Рокситроміцин добре всмоктується в шлунку, до 90 % препарату зв'язується з білками плазми. Максимальна концентрація рокситроміцину в крові досягається протягом 2 годин. Препарат добре проникає в тканини і рідини організму. Високі концентрації препарату визначають в легенях, мигдаликах, простаті, макрофагах і рідинах організму. На відміну від інших макролідів, високі концентрації створює не лише у тканинах та рідинах, а і у плазмі крові. Препарат погано проникає через гематоенцефалічний бар'єр. Рокситроміцин проходить через плацентарний бар'єр та виділяється в грудне молоко.. Препарат частково метаболізується в печінці. Виділяється з організму рокситроміцин переважно з калом (50 %), а також з сечею (12 %) і легенями (15 %). Період напіввиведення препарату становить 10,5 годин, при тяжкій нирковій недостатності цей час може збільшуватись.

## Показання до застосування
Рокситроміцин застосовують при інфекціях, які спричинюють чутливі до препарату збудники,: інфекції дихальних шляхів (бронхіти, пневмонії); інфекції ЛОР-органів (тонзиліт, фарингіт, отити, синусити); інфекції шкіри і м'яких тканин; інфекції сечостатевої системи (у тому числі хламідіоз); одонтогенні інфекції; профілактика менінгококової інфекції у контактних осіб; токсоплазмоз; криптоспоридіоз.

## Побічна дія
При застосуванні рокситроміцину можливі наступні побічні реакції:
- Алергічні реакції — висипання на шкірі, свербіж шкіри, кропив'янка, екзема, бронхоспазм, набряк Квінке, анафілактичний шок.
- Зі сторони травної системи — нудота, блювання, запор, діарея, метеоризм, кандидоз ротової порожнини, псевдомембранозний коліт, панкреатит, холестатичний гепатит.
- Зі сторони нервової системи — головний біль, запаморочення, шум у вухах, парестезії, зміна смаку.
- Зміни в лабораторних аналізах — еозинофілія, підвищення рівня креатиніну і сечовини, підвищення активності амінотрансфераз і лужної фосфатази.

Рокситроміцин має найнижчу частоту побічних ефектів із усіх препаратів групи макролідів, яка складає лише 3—4 % по даних більшості клінічних досліджень.

## Протипоказання
Рокситроміцин протипоказаний при підвищеній чутливості до макролідів, вагітності, годуванні грудьми, важкій печінковій або нирковій недостатності. Препарат не застосовують у дітей з масою менше 40 кг.

## Форми випуску
Рокситроміцин випускають у вигляді таблеток по 0,05; 0,1; 0,15 і 0,3 г. Рокситроміцин разом з амброксолом входить до складу комбінованого препарату «Роксин».